# Битка код Веле Лавеле
Битка код Веле Лавеле (енгл. Battle of Vella Lavella (naval)), вођена 6. октобра 1943. између америчких и јапанских снага, била је јапанска поморска победа током битке за Соломонова острва на пацифичком фронту Другог светског рата.

## Битка
Током битке за Велу Лавелу, Јапанци су успели да искрцају појачања и да одрже упориште Хоранију на североисточној обали острва, што им је омогућило да до краја септембра 1943. евакуишу већи део људства са Коломбангаре и суседних острва. Након тга донета је одлука да се евакуише и Вела Лавела: из Рабаула је су 6. октобра ујутро упућена 3 брза транспортна брода под заштитом 6 разарача, а нешто касније транспортни одред од 12 мањих бродова. Обавештени од извиђачких авиона о кретању конвоја, Американци су против њега упутили 6 разарача. Прва група америчких разарача успоставила је радарски контакт на даљини од 10 наутичких миља и у 23 часа и 31 минут одлучила се за напад, у намери да натера противника на другу групу која се приближавала с југа. Да би одвукли пажњу противника што даље од малих транспортних бродова и ступили у борбу под повољним условима, Јапанци су окренули на југ. Са даљине од 6.400 м америчка прва група је у 22 часа и 55 минута лансирала 14 торпеда и отворила артиљеријску ватру, нашта су минут касније јапански разарачи лансирали 8 торпеда и узвратили ватру: торпедима је потопљен по 1 амерички и јапански разарач, а тешко оштећен 1 амерички, док је један оштећен сударом. Заузети око оштећених разарача, Американци су омогућили јапанским мањим транспортним бродовима да 7. октобра до 3 часа и 5 минута евакуишу преостале трупе са Веле Лавеле.